# A Noble Jester; or, Faint Heart Never Won Fair Lady
A Noble Jester; or, Faint Heart Never Won Fair Lady è un cortometraggio muto del 1908.
Il nome del regista non viene riportato nei credit del film.

## Produzione
Il film fu prodotto dalla Vitagraph Company of America.

## Distribuzione
Distribuito dalla Vitagraph Company of America, il film - un cortometraggio di 198 metri - uscì nelle sale cinematografiche statunitensi il 13 giugno 1908.